# Ramble in Music City: The Lost Concert
Ramble in Music City: The Lost Concert は、ザ・ナッシュ・ランブラーズをバックに従えたアメリカのカントリー・ミュージシャン、エミルー・ハリスの2021年に発売されたライブ・アルバム。この録音はライノ・レコードのジェームズ・オースティンが発掘したもので、新しいバックバンドを迎えたハリスのそれまでとは異なるサウンドを表している。

## 評価
リー・ジマーマンはアメリカン・ソングライター誌でこのアルバムの「ハリスのファンやコレクターに、常に変わり続けるハリスのキャリアの重要なチャプターを掘り下げる機会を与える」「深さと多様性」を備えた「純粋なまま」のサウンドを評価し、5つ星のうちの4つ星をつけた。

## 収録曲
| #         | タイトル                                    | 作詞・作曲                                         | 初出アルバム                 | 時間  |
| --------- | ------------------------------------------- | -------------------------------------------------- | ---------------------------- | ----- |
| 1.        | 「Roses in the Snow」                       | ラス・フランクス                                   | 雪に映える薔薇のごとく       | 2:33  |
| 2.        | 「Even Cowgirls Get the Blues」             | ロドニー・クロウエル                               | ブルー・ケンタッキー・ガール | 3:09  |
| 3.        | 「Beneath Still Waters」                    | ダラス・フレイジャー                               | ブルー・ケンタッキー・ガール | 4:07  |
| 4.        | 「If I Could Only Win Your Love」           | チャーリー・ルーヴィン、アイラ・ルーヴィン         | 緑の天使                     | 2:34  |
| 5.        | 「Amarillo」                                | クロウエル、エミルー・ハリス                       | エリート・ホテル             | 2:48  |
| 6.        | 「The Other Side of Life」                  | アラン・オブライアント                             | エンジェル・バンド           | 2:57  |
| 7.        | 「If I Needed You」                         | タウンズ・ヴァン・ザント                           | シマロン                     | 3:42  |
| 8.        | 「Two More Bottles of Wine」                | デルバート・マクリントン                           | 10セントの街の三日月         | 2:58  |
| 9.        | 「Mystery Train」                           | ハーマン・パーカー                                 | サーティーン                 | 2:32  |
| 10.       | 「My Songbird」                             | ジェシ・ウィンチェスター                           | 10セントの街の三日月         | 3:28  |
| 11.       | 「Wayfaring Stranger」                      | ジョン・ワイエス                                   | 雪に映える薔薇のごとく       | 3:24  |
| 12.       | 「Green Pastures」                          | トラディショナル                                   | 雪に映える薔薇のごとく       | 3:26  |
| 13.       | 「Blue Kentucky Girl」                      | ジョニー・マリンズ                                 | ブルー・ケンタッキー・ガール | 3:07  |
| 14.       | 「Hello Stranger」                          | A.P.カーター                                       | 真珠の舟                     | 3:37  |
| 15.       | 「Remington Ride」                          | ハーブ・レミントン                                 |                              | 2:46  |
| 16.       | 「One of These Days」                       | アール・モンゴメリー                               | エリート・ホテル             | 2:53  |
| 17.       | 「The Boxer」                               | ポール・サイモン                                   | 雪に映える薔薇のごとく       | 2:54  |
| 18.       | 「Born to Run」                             | ポール・ケナーリー                                 | シマロン                     | 3:47  |
| 19.       | 「The Price I Pay」                         | ビル・パーカー・ワイルズ、クリストファー・ヒルマン | デュエット                   | 5:03  |
| 20.       | 「Sweet Dreams」                            | ドン・ギブソン                                     | エリート・ホテル             | 3:55  |
| 21.       | 「Save the Last Dance for Me」              | ドク・ポーマス、モルト・シューマン                 | ブルー・ケンタッキー・ガール | 3:17  |
| 22.       | 「Leaving Louisiana in the Broad Daylight」 | ドノヴァン・カウォート、クロウエル                 | 10セントの街の三日月         | 3:19  |
| 23.       | 「Boulder to Birmingham」                   | ビル・ダノフ、ハリス                               | 緑の天使                     | 3:38  |
| 合計時間: | 合計時間:                                   | 合計時間:                                          | 合計時間:                    | 75:55 |

## パーソネル
- エミルー・ハリス – ギター、ボーカル、製作（リリース時）
- ラリー・アタマヌイク – ドラムス
- サム・ブッシュ – フィドル、マンドリン
- ロイ・ハスキー・ジュニア（英語版） – ベースギター
- アル・パーキンス（英語版） – ドブロ、バンジョー、ボーカル
- ジョン・ランドール・スチュワート – アコースティックギター、マンドリン、ボーカル

技術支援
- ジェームズ・オースティン – 製作（リリース時）
- マット・"バスター"・アレン – 技術助手
- マイケル・カーニー – アートディレクション、デザイン
- エリック・コン – マスタリング（Independent Mastering）
- マーク・ミラー – 技術、ミキシング（Allentown Studios）
- アレン・レイノルズ（英語版） – 製作（オリジナルレコーディング）
- ジョニー・ローゼン – 技術

## リリース履歴
| 地域       | 日付         | フォーマット | レーベル             | 備考  |
| ---------- | ------------ | ------------ | -------------------- | ----- |
| 北アメリカ | 2021年9月3日 | LP CD        | ノンサッチ・レコード | [ 4 ] |

## See also
- List of 2021 albums